# ジンダイアケボノ
ジンダイアケボノ（神代曙、学名: Cerasus spachiana ‘Jindai-akebono’）は、バラ科サクラ属のサクラ。日本原産の交雑種のソメイヨシノ系と推測されている栽培品種のサクラで、1991年（平成3年）に新たな栽培品種として認められた。原木は東京都調布市の神代植物公園にある。

## 由来
東京都立神代植物公園園内に、アメリカで雑交配して生まれた品種であるAkebono(日本名「アメリカ」)を接ぎ木で増やそうとしたところ、その内1本がAkebono(日本名「アメリカ」)と異なる特性を示したという発見の経緯が発見者の西田尚道により述べられている。
また、著者不明であるが月刊 神代花だよりによると、当初は東京都立神代植物公園にあるジンダイアケボノの原木には「曙」という名で名札が付けられていたが、この名は別のサクラにつけられている名である事が判明した。次いで当時園内に6本あった「アメリカ」という名で名札が付けられたが、それとも違うことが判明した。そのため原木は暫く品種名が不明であり名札が無い状態であった。しかしながらその原木の美しさから来園客から品種名を問われることが多かったため、神代植物公園が3名の専門家に調査を依頼したところ、財団法人（当時）日本花の会の桜の名所づくりアドバイザーである西田尚道が従来の品種とは特性が異なることを発見、森林総合研究所多摩森林科学園のサクラ園の造成を指導したこともある桜研究者の林弥栄による調査により、今まで知られていない栽培品種であることが判明した、という経緯が記述されている。ジンダイアケボノという品種名は神代植物公園と旧名であるアケボノに因んで林弥栄により名付けられ、1991年（平成3年）4月に日本花の会の会報である「花の友No.41号」で発表された。

## 特徴
樹形は傘状、樹高は高木で、一重咲きの淡紅色の中輪の花を咲かせる。花期は4月上旬。ソメイヨシノより樹はやや小型で、花はほぼ同時期（神代植物公園では1~2日前）に開花するが、より花弁のピンク色が濃くグラデーションがあり鮮やかであることが特徴である。
- 特徴的なピンク色のグラデーション
- 同左

## ソメイヨシノの代替品種

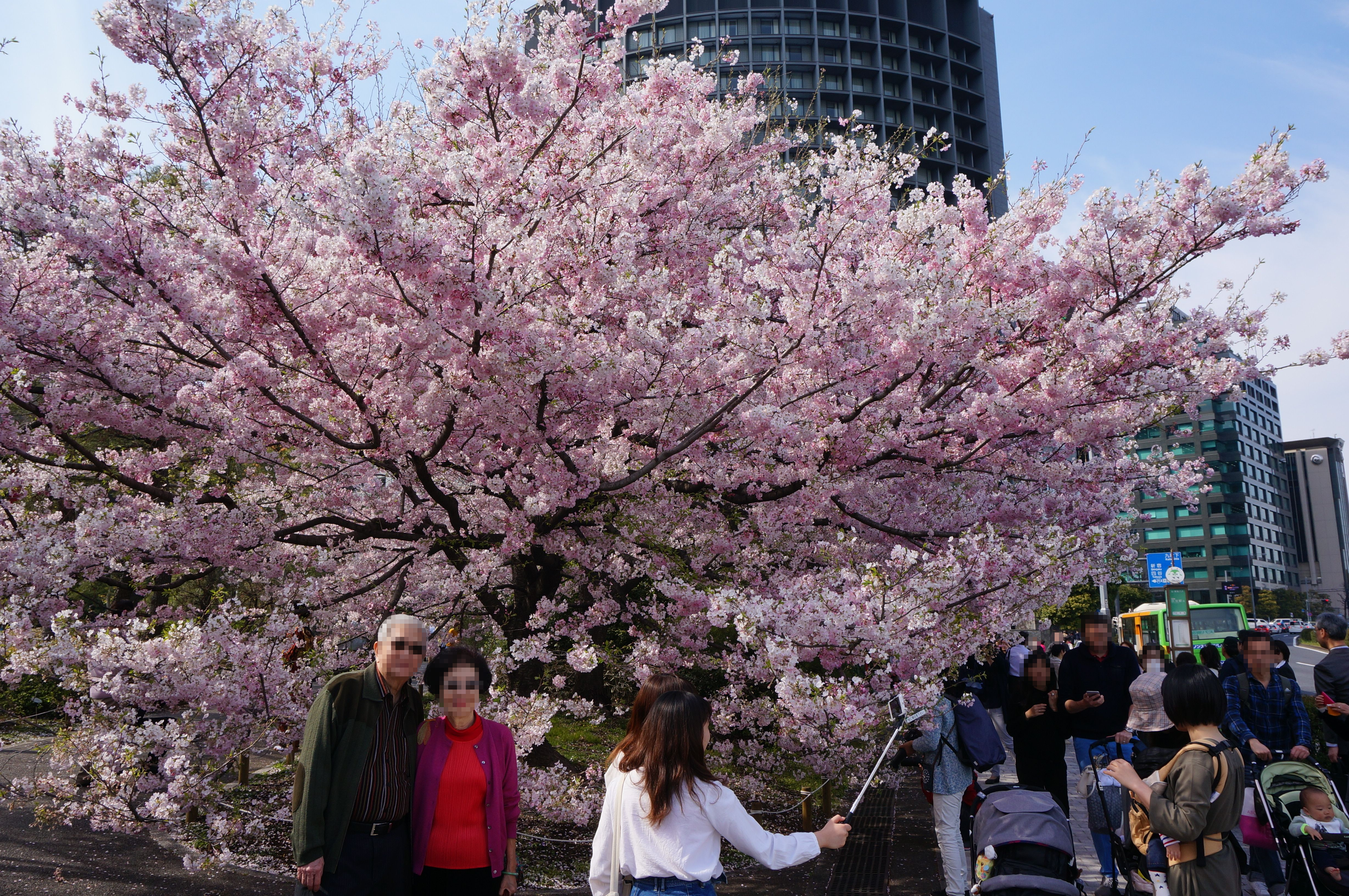
国立劇場のジンダイアケボノ

様々な理由で第二次世界大戦後に大量に植えられた多くのソメイヨシノの樹勢が低下しつつある（「ソメイヨシノ#健康と寿命」参照）。ソメイヨシノはサクラ類てんぐ巣病に弱く、この事を危惧した公益財団法人日本花の会では、2005年（平成17年）からソメイヨシノの苗木の配布を、2009年（平成21年）からは販売も中止し、ソメイヨシノから植え替えする場合の代替品種としては、てんぐ巣病に罹りにくく、開花時期と花の特徴がソメイヨシノと類似するジンダイアケボノへの植え替えを推奨している。日本花の会が配布した苗木は2019年春時点で約17万本に達した。ジンダイアケボノはソメイヨシノより開花が数日早く、花の色が少し濃い。成長した場合の平均樹高は約13メートルでソメイヨシノより5メートルほど低いものの、小型な分、都市部に適している面もある。このため花見の名所を管理する各地の自治体などが、老木となったソメイヨシノを更新する際にはジンダイアケボノを植樹する事例も増加している。